# Hymenaea verrucosa
Espèce
Synonymes
- Trachylobium verrucosum

Hymenaea verrucosa est une espèce de plantes à fleurs de la famille des Fabaceae (légumineuses). Il appartient à la sous-famille des Detarioideae.
C'est un grand arbre originaire des régions tropicales d'Afrique orientale et qui est cultivé dans de nombreuses régions du monde. L'espèce est actuellement considérée comme faisant partie du genre Hymenaea, mais certains auteurs l'isolent dans un genre monospécifique, Trachylobium, sous le nom Trachylobium verrucosum.

## Synonymes
- Trachylobium hornemannianum Hayne
- Trachylobium verrucosum Hayne